# داگر (قایق)
داگر (انگلیسی: Dogger) گروهی از قایق‌های ماهیگیری همانند هم بود که به‌طور معمول در دریای شمال به فعالیت مشغول بودند و در اوائل قرن چهارده از آنها با این واژه نام برده می‌شد. نمونه اولیه این قایق‌ها دارای یک بادبان بودند: تا قرن هفدهم، داگرهای دو بادبان رایج بودند. از این قایق‌ها بیشتر به خاطر صید ماهی روغن توسط چوب و قلاب ماهیگیری استفاده می‌شد. در حال حاضر ماهی روغن را در زبان هلندی با واژه (kabeljauw) معادل (Atlantic cod، روغن‌ماهی اطلسی) می‌نامند ولی در آن دوران بیشتر واژه داگه (dogge) یا داگویس (doggevis) بیشتر رایج بود. قایق‌های هلندی در تمام پهنه دریای شمال حضور داشتند و واژه داگر به پهنه آبی سرشار از ماهی گفته می‌شد که آنها اغلب در آنجا ماهیگیری می‌کردند و به کرانه داگر معروف شد.